# Spaklerweg 24
Spaklerweg 24, Amsterdam is een gebouw aan de Spaklerweg, Amsterdam-Oost. Het is sinds 2003 een rijksmonument.
Het gebouw werd neergezet als woning voor de (hoofd)opzichter van de Zuidergasfabriek, die hier haar terreinen had. Het gebouw stond er als het ware aan het industrieterrein vastgeplakt, gescheiden door een straat. Het is een rechthoekig bijna vierkant gebouw.
De aanbesteding vond plaats op 20 juni 1910 waarbij een serie gebouwen moest worden gebouwd op de terreinen van genoemde gasfabriek; die terreinen werden weliswaar door Amsterdam bestuurd maar lagen nog in de gemeente Ouder-Amstel. Het gebouwtje heeft slechts één bouwlaag met daarboven een zolderetage. De gevels zijn bijna in hun geheel opgetrokken uit baksteen, alhoewel hier en daar wat natuursteen is toegepast. In het schilddak zijn allerlei hoeken toegepast om aan te sluiten op de twee tuitgevels. Deze hebben door de toepassing van hout een enigszins chaletachtig voorkomen. Opvallend is dat de hoofdingang zich niet bevindt aan de straat, maar aan de noordwestelijke gevel. Die deur onderbreek de cordonlijst die de plint scheidt van de rest van het gebouw. In 2020/2021 werd er hevig verbouwd aan het gebouw waarbij er een serre aan werd gebouwd en de fundering verbeterd werd. Onder het rijksmonument was ook een houten bijgebouwtje begrepen; echter het is de loop der jaren verloren gegaan. Bij de verbouwing is bepaald dat eenzelfde gebouwtje wordt teruggezet/gebouwd.
Het gehele terrein van de Zuidergasfabriek is in de eerste jaren van de 21e eeuw overgegaan in het Bella Vistapark en –straat. Of het gebouw zijn adres aan de Spaklerweg daarbij behoudt, is onbekend. Het gebouw werd na die herinrichting volledig omringd door nieuwbouw. Het gebouw staat ingeklemd tussen een berk (voorzijde) en een beuk (achterzijde).
Even ten noorden van dit gebouw staat Spaklerweg 26-28, de voormalige directeurswoning, die in dezelfde stijl is gebouwd, maar qua stijl meer tegen het rationalisme aanleunt.